# 宅見勝
宅見 勝（たくみ まさる、1936年〈昭和11年〉6月22日 - 1997年〈平成9年〉8月28日）は、20世紀に活動した日本のヤクザ。指定暴力団・五代目山口組若頭であり、山口組有力団体・宅見組の創設者。神戸出身。
バブル期を通して金融や不動産などのフロント企業を通じ蓄財した2,000億円とも言われる豊富な資金を背景に、渡辺芳則を首領に据えた五代目山口組の発足（1989年）に立役者として関与。以後、山口組のナンバー2にあたる若頭として構成員3万6千名を擁する山口組の事実上の仕切り役として活動し、山口組を近代的な組織に創り上げる他、“山口組の金庫番”とも呼ばれた。
山一抗争（1984年 - 1989年）や八王子抗争（1990年）、山波抗争（1990年）およびに中野会会長襲撃事件（1996年）などの抗争事件や、山口組五代目跡目問題（1988年 - 1989年）に当事者として関与。1997年に中野会組員に暗殺された。

## 来歴

### 生い立ち
- 宅見が大物ヤクザになる以前の無名時代についての根本資料は「大阪府警が1984年（昭和59年）5月に作成した、宅見の司法警察員面前調書」である。
- 1984年5月当時の宅見は、三代目山口組 直参若衆（1976年〈昭和51年〉より）。直後の1984年6月4日に竹中正久が四代目山口組組長となると、同年7月10日、宅見は 四代目山口組 若頭補佐に昇格した。

1936年（昭和11年）6月22日、兵庫県神戸市中央区中山手通1丁目（1984年現在）で洋服仕立店を営む両親の三男として出生。
宅見が国民学校1年の1942年（昭和17年）に父が他界した。太平洋戦争の戦局が悪化する中、宅見の母は香川県香川郡大野村（現：高松市）の実家を頼って、子供と共に大野村に疎開し、1945年（昭和20年）の終戦後も大野村に留まった。
宅見が小学校5年生の1947年（昭和22年）、宅見の母は、大阪府北河内郡田原村（現：四條畷市）に住む実姉（宅見から見れば伯母）を頼って、子供と共に田原村に移住し、宅見は田原村の村立小学校、義務教育となった村立中学校で学んだ。宅見は成績優秀だった。
宅見が中学2年生の1950年（昭和25年）、母が他界し、宅見は伯母に引き取られた。伯母は、孤児となった甥の宅見を真摯に庇護し、宅見が1952年（昭和27年）に中学校を卒業すると、大阪市内の名門高校である大阪府立高津高等学校に進学させた。
敗戦後の貧しい日本で、亡妹の遺児である宅見を血を分けた子供同然に守ってくれる、優しい伯母の下での生活だったが、居候として気を使うことも多く、高校2年（1953年）の時に誰にも相談せず高津高校を中退し、伯母の家を去った。ミナミに出てパチンコ店で働いていたりしたが、18歳の時、友人の実家を頼って和歌山県に引っ越し、和歌山市や那智勝浦漁港の周辺の遊郭街のボーイをして働いていた。この時期に夜の大人の社交場で人心掌握術や社交術を身に付けていく。またこの頃、近所に住んでいた同い年の女性と恋愛し1955年（昭和30年）、駆け落ち同然の形で和歌山を離れ二人で大阪へ出る。
1956年（昭和31年）、大阪市東住吉区に所帯を持った頃、近所に住んでいて憧憬の眼差しで見ていた博徒・土井組系川北組の幹部・Iと顔見知りとなり、親しくしていく内に川北組若衆への誘いを受け、19歳の時にヤクザ社会に踏み入る。

### 渡世入り
組員となってからは飲食店向けの南大阪氷業を開店し大繁盛するも人手が足らず、正業に適しているうえ極道の社会にも向いている人材としてキャバレーの店員に目を向ける。自らキャバレーのボーイとして働きにいき、眼鏡にかなった人材を宅見グループへスカウトしていく。 その甲斐あって川北組内でも宅見グループは大きくなっていき、24歳の時には早くも川北組若頭に就任する。しかし、1962年（昭和37年）に土井組は抗争などによる警察の集中取り締まりを受け解散する。
堅気になろうか迷っている時、1963年（昭和38年）9月、川北組での宅見の大きな働きを知っていた大阪ミナミで最大勢力を誇っていた山口組系南道会（会長・藤村唯夫（三代目山口組舎弟））傘下福井組組長・福井英夫から声がかかり再び極道の世界に舞い戻り盃を受ける。3年後の1965年（昭和40年）には早くもその実力を認められ福井組若頭補佐となった。また、四日市競輪場の利権を獲得する為、三重県鳥羽市内に福井組鳥羽支部を創設した。

### 山口組幹部への昇格
1970年（昭和45年）、福井組若頭の地位に上り詰めたことを機に大阪ミナミの千日前に本拠を移し、組織名も宅見組に改称した。そのころ同じく葺合地区出身の三代目山口組若頭・山本健一（山健組組長）と親しくなった。1975年（昭和50年）の大阪戦争では武闘派として活躍するなど貢献が認められ、山本の強い推薦により1977年には三代目山口組組長・田岡一雄から盃をもらい山口組直参に昇格した。
1982年（昭和57年）に山本が病死。これをきっかけに山口組四代目跡目問題が浮上し、宅見は竹中正久を山口組四代目に推すグループに属した。同年、宅見は若頭補佐に就任。竹中の組長就任に反対した山本広らが1984年（昭和59年）に一和会を結成した際には、山本に同調していた親分の福井を説得し、一和会に参加させることなく引退させている。
山一抗争を経て、1989年（平成元年）に渡辺芳則を首領に据えた五代目山口組の発足と共に山口組若頭に就任。渡辺による山口組「最高顧問」職の新設をはじめ、新人事には宅見の意向が強く反映されていた。

### 急逝
1996年（平成8年）7月10日、山口組系中野会会長・中野太郎が会津小鉄会系組員に銃撃され、部下2名が射殺される中野会会長襲撃事件が発生。同日、四代目会津小鉄会若頭・図越利次ら最高幹部が山口組総本部を訪れ、中野を襲撃したことを詫びた。宅見は図越らの謝罪を受け入れ、中野と協議することなく和解。中野は当事者であった自身を抜きにした宅見の裁定に激しい不満を抱き、両者は激しく対立することとなる。
1997年（平成9年）8月28日午後3時20分ごろ、新神戸オリエンタルホテルのティーラウンジで休憩を取っていた際、中野会系組員数名に襲撃される。体に数発の銃弾を受け卒倒し、同席していた岸本才三と野上哲男の通報により神戸市立中央病院に搬送されるが、午後4時32分に死亡が確認される。61歳没。事件後、宅見の遺体は神戸大学医学部で司法解剖に付された。